# Andrea Santonastaso
Andrea Santonastaso (Bologna, 22 settembre 1967) è un attore, comico e conduttore radiofonico italiano.

## Biografia
Figlio di Pippo Santonastaso, si è formato come attore al Laboratorio teatrale del CIMES - Centro di Musica e Spettacolo presso l'Università di Bologna, debuttando a teatro nel 1989. Dopo varie esperienze teatrali, approda in televisione nel 1995 come interprete di alcuni spot pubblicitari, video-clip e sit comedy. Debutta nel mondo del cinema nel 1997 con Dichiarazioni d'amore di Pupi Avati. 
Tra televisione (tra gli altri: Così fan tutte su Italia 1, Saturday Night Live from Milano, Fiore e Tinelli su Disney Channel), fiction (tra gli altri partecipa a Puccini, Don Matteo e Un matrimonio su Rai 1, Lo smemorato di Collegno, L'ispettore Coliandro su Rai 2, Dov'è mia figlia? su Canale 5), cinema (lavora, tra gli altri, con Wim Wenders, Cristina Comencini, Massimo Venier), teatro, cabaret, dove si esibisce in duo con Davide Paniate (partecipando ad alcune trasmissioni televisive tra cui Zelig), e infine la radio (conduce Per fortuna che c'è la Radio e attualmente Nessuno è perfetto su Radio 2), la sua carriera di attore ha affrontato prove di diverso genere, sperimentando svariati linguaggi e provandosi nell'interpretazione di personaggi fra i più disparati.

## Filmografia

### Cinema
- Un posto, regia di Luigi Zanolio (1992)
- Dichiarazioni d'amore, regia di Pupi Avati (1997)
- Matrimoni, regia di Cristina Comencini (1998)
- Petit Cadeau, cortometraggio, regia di Davide Cocchi (1999)
- Come se fosse amore, regia di Roberto Burchielli (2002)
- Mi fido di te, regia di Massimo Venier (2007)
- Buongiorno, cortometraggio, regia di Roberto Gagnor (2008)
- Birdemic, regia di James Nguyen (2009)
- Il ciondolo della luce, regia di Carlo Trevisan (2015)

### Televisione
- Camera Café - serie TV, 1 episodio (2003)
- Saturday Night Live from Milano - varietà (2006)
- Puccini - miniserie TV (2009)
- The Lady - web serie (2010)
- L'ispettore Coliandro - serie TV, 2 episodi (2009-2010)
- Don Matteo - serie TV, 2 episodi (2008-2014)
- La bella e la bestia - miniserie TV, 2 episodi (2014)
- Un matrimonio - miniserie TV, 6 puntate (2014-2015)
- Saturday Night Fathers - serie TV (2015)
- Il fulgore di Dony (2017) - Film TV

### Video musicali
- Cleptomania degli Sugarfree (2005)
- Cromosoma degli Sugarfree (2005)

## Teatrografia
- Androclo e il leone, di George Bernard Shaw (1991)
- Pinocchio, di M. Macchiavelli (1992)
- Norimberga il giorno del silenzio, di R. Garagnani (1996)
- La giostra dei dì che furono, di R. Garagnani (1996/98)
- All'erta sto!, di A. Trangoni (1999)
- Bologna, provincia di Colcù, di Santonastaso e Comaschi (2008/09)
- Una scelta non... Chiara, di Eugenio Bortolini (2010)
- La pugna e la pipa, di Alessandro Pilloni (2013)
- Toni Ligabue, una bestia di pittore, di Alessandro Pilloni (2014)
- Lupi di mare, di S. Mrozeck (2015)
- Non ci capisco una saga, di Andrea Santonastaso (2017)
- Il viso di Tracey, autori vari (2018)
- Bar, la genesi, di A. Migliucci (2018)
- Mi chiamo Andrea, faccio fumetti, di C. Poli, regia di N. Bonazzi (2018)

Sandro , di C. Poli, regia di N. Bonazzi (2021)

## Radio
- Nessuno è perfetto (Rai Radio 2, 2010-2012)
- Per fortuna che c'è la Radio, con Gianfranco Monti e Ambra Angiolini - Rai Radio 2
- Metropolis (Rai Radio 2, 2015)
- Sere d'estate (Rai Radio 2, 2018)
- Quelli che a Radio 2 (Rai Radio 2, 2019)
- I Lunatici del week end (Rai Radio 2, 2019)
- Festival di Castrocaro 2020 (Rai Radio 2, 2020)
- Non è un paese per giovani (Rai Radio 2, 2018)

## Internet
Per Sinarra.tv ha realizzato video-narrazioni dedicate a Cyrano de Bergerac, Rosencrantz e Guildenstern sono morti, Amleto, La schiuma dei giorni,

## Pubblicità
- Danacol, di A. Cappelletti (2008)
- Parmacotto, di A. Zaccariello (2002)